# Apex Legends

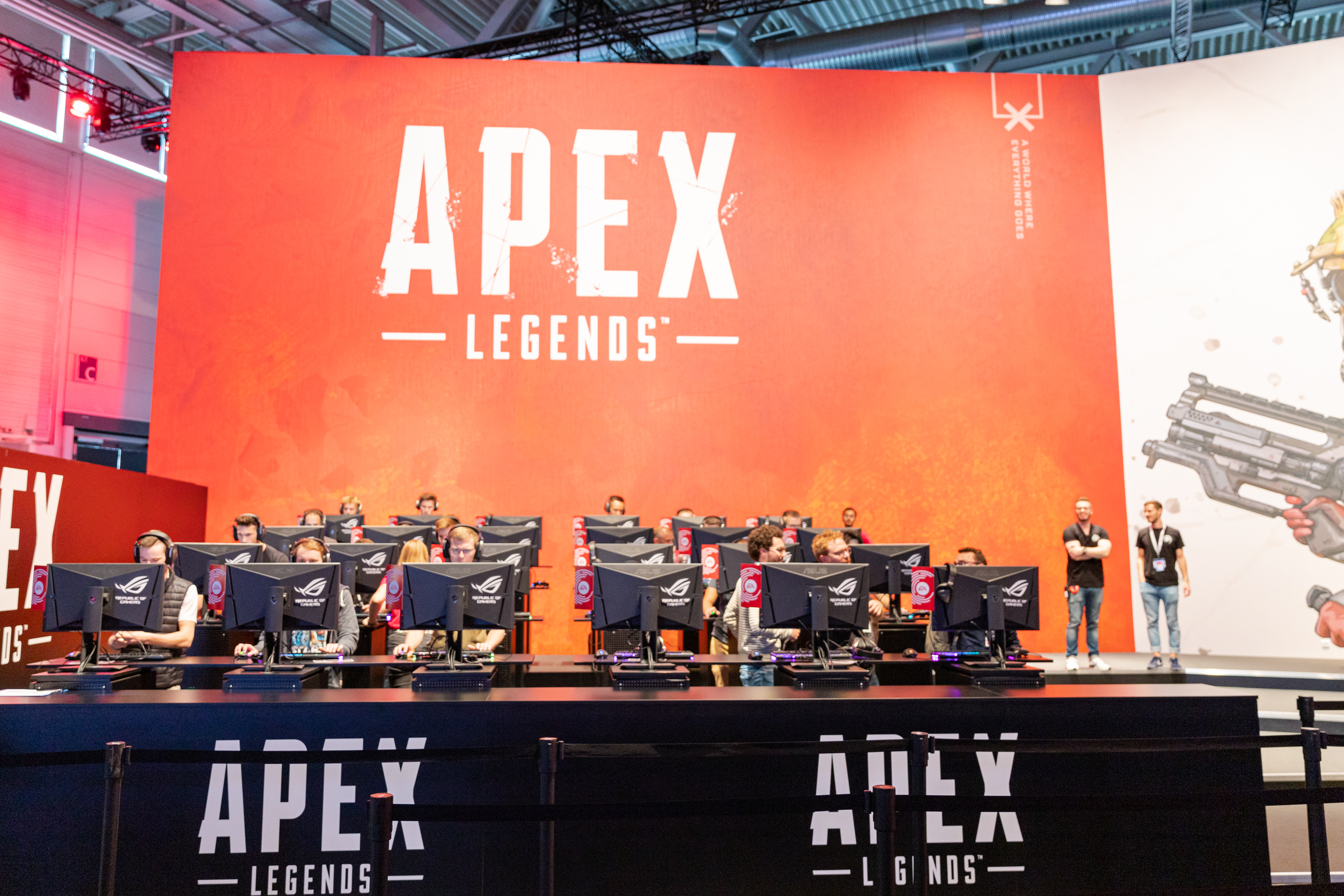
Apex Legends op Gamescom 2019

Apex Legends is een battle royalespel dat is ontwikkeld door Respawn Entertainment en uitgegeven door EA. Het gratis spel is op 4 februari 2019 uitgekomen voor PlayStation 4, Windows en Xbox One. Het is in 2021 ook beschikbaar gekomen voor Nintendo Switch.
Het spel werd zonder vooraankondiging uitgebracht en kreeg binnen drie dagen na de lancering 10 miljoen spelers. Het spel werd op dat moment door een miljoen mensen tegelijkertijd gespeeld.

## Spel
Het spel speelt zich 30 jaar later af in de wereld van Titanfall, een spel dat eerder in 2014 werd ontwikkeld door Respawn. In deze wereld moeten 60 spelers elkaar proberen uit te schakelen totdat een speler of team overblijft.

## Gameplay
Apex Legends is een battle royalespel dat zich onderscheidt van andere royalespellen door de toevoeging van Legends. Dit zijn personages met vooraf bepaalde rollen, zoals offensief, defensief, ondersteuning en verkenning.
Spelers worden gegroepeerd in teams van drie, waarbij elk lid een andere Legend kiest. Aan het begin van elke ronde zijn er 20 teams oftewel 'squads' die tegen elkaar strijden. Elk team start zonder uitrusting, wapens en ammunitie, maar kan deze vinden in het spel. Terwijl spelers het tegen elkaar opnemen krimpt het speelveld steeds. Wanneer een speler is uitgeschakeld kan een teamlid zijn banier meenemen naar een "Spawn Beacon" om deze speler weer tot leven te wekken.
Apex Legends is een gratis spel maar bevat microtransacties. Dit is een controversiële manier om tegen betaling van echt geld virtuele voorwerpen te krijgen in het spel.

## Personages
Het spel bevat de volgende acht Legends:
- Gibraltar: een krachtige vechter die beschikt over twee soorten verdediging. Kan een koepel zetten die dienst doet als schild. Als ultimate ability kan hij een luchtaanval oproepen.
- Bloodhound: mysterieuze jager die tegenstanders snel op kan sporen. Als ultimate ability roept hij een jachtdier op, waardoor hij iedereen in het rood en ziet en heel snel sporen kan vinden en sneller loopt.
- Bangalore: is een soldaat met vele wapens. Kan een rookbom lanceren zodat de vijand haar niet kan zien. Als ultimate ability kan ze een luchtaanval oproepen in de vorm van een bombardement.
- Wraith: een interdimensionale vechter die ruimte en tijd kan manipuleren. Als ultimate ability kan ze een portaal openen om teamgenoten te teleporteren naar een andere plaats.
- Lifeline: een jonge vechter die haar teamgenoten kan genezen en ondersteunen met haar health drone. Als ultimate ability kan zij een care package oproepen waar buit in zit. Sinds de update van 2020 kan lifeline blauwe “supplibins” openen waardoor er extra buit verschijnt.
- Pathfinder: een lieflijke robot die op zoek is naar zijn schepper. Hij communiceert met emoji's op zijn beeldscherm, en heeft een grijphaak om op moeilijke plaatsen te komen. Als ultimate ability kan hij een zipline plaatsen.
- Mirage: een grappenmaker die graag hologrammen gebruikt in zijn gevechten om de tegenstander te misleiden. Als ultimate ability roept hij meerdere hologrammen op die zijn bewegingen imiteren. Bij het overeind helpen van teamleden die K.O zijn gegaan worden beide spelers onzichtbaar voor de vijand.
- Caustic: plaatst giftige vallen en kan de vijand door het gas zien. Als ultimate ability gooit hij een gasgranaat.

### Toegevoegde personages
Legends die in latere seizoenen beschikbaar zijn gekomen.
- Octane: een legend die zijn gezondheid kan inruilen voor snelheid. Als ultimate ability gooit hij een springkussen waarmee hij op gebouwen kan springen. Sinds de update van 2020 is het mogelijk om een dubbele sprong te doen met het springkussen.
- Wattson: een legend uitgekomen in seizoen 2. Wattson kan barricades kan plaatsen door middel van elektrische hekken, daarnaast kan ze met haar geëlektrificeerde pylon het team beschermen.
- Crypto: een legend uitgekomen in seizoen 3. Met zijn drone kan hij op afstand de vijand waarnemen en banners oppakken van teamleden die gedood zijn. Ook kunnen er deuren met de drone worden geopend. Als ultimate ability creëert hij EMP waarmee hij vallen ontmanteld en minimale schade toedient bij vijanden.
- Revenant: een legend uitgekomen in seizoen 4. Hij kan muren beklimmen en sneller kruipen om de vijand te overvallen en krachten van de tegenstanders uitschakelen. Ook is hij nog stiller tijdens het kruipen. Als ultimate ability creëert hij een death totem die zijn teamgenoten en hijzelf in death protection zet, dat zorgt ervoor als de speler sterft, men terugkeert naar de totem met 25 health en volledig schild.
- Loba: een legend uitgekomen in seizoen 5. Loba is een dievegge die met haar 'Black Market' de buit in de omgeving op 1 punt beschikbaar stelt voor haar team. Ook kan ze met haar speciale armband teleporteren.
- Rampart: een legend uitgekomen in seizoen 6. Rampart is een 'wapenmodder' die haar minigun "Sheila" kan plaatsen en haar team kan voorzien van barricades voor dekking.
- Horizon: een legend uitgekomen in seizoen 7. Ze kan met behulp van haar 'gravity lift' de lucht in vliegen en een zwart gat plaatsen waar tegenstanders ingetrokken kunnen worden.
- Fuse: een legend uitgekomen in seizoen 8. Hij wordt de "explosievenexpert" genoemd en kan granaten verder lanceren, een clustergranaat gooien en een ring van vuur plaatsen.
- Valkyrie: een legend uitgekomen in seizoen 9. Valkyrie heeft verschillende abilities, zoals haar VTOL jetpack waarmee ze een beperkte tijd kan vliegen en haar raketzwerm die ze af kan vuren. Haar ultimate ability is de hemelwaartse duik.
- Seer: een legend uit seizoen 10 die met micro-drones een krachtige straal kan uitzenden om de locatie van vijanden te tonen op de kaart.
- Ash: een legend uit seizoen 11 die met behulp van een 'Phaseertraan' zich kan teleporteren. Ook kan ze een soort (nogal langzame) boemerang gooien die spelers schade toedient.
- Mad Maggie: een legend uit seizoen 12 en uitgerust met een 'Riot Drill' die dwars door objecten vuur spuwt. Ook kan ze vijanden traceren en heeft ze een Sloopkogel waarmee het team in volle vaart kan aanvallen.
- Newcastle: een legend uit seizoen 13 die gewonde spelers kan genezen. Hij beschikt over meerdere schilden die spelers kunnen beschermen.
- Vantage: een legend uit seizoen 14 die een uitgerust is met haar sniper geweer en vleermuis waar ze mee kan springen
- Catalyst: een legend uit seizoen 15 die met haar "ferrofluid" een spijkermat kan neerleggen die vijanden beschadigt en vertraagt, ook kan ze hiermee een gigantische muur vormen die vijanden vertraagt en deels verblindt als ze erdoorheen lopen, als passive ability kan ze deuren versterken en zelfs kapotte deuren repareren.

## Ontvangst
Hoewel Apex Legends amper werd gepromoot (de eerste geruchten verspreidde zich amper het weekend voor de release), werd het spel bijzonder positief ontvangen. Binnen 24 uur na de lancering waren er ruim 2,5 miljoen spelers. Een week later meldde Electronic Arts dat het aantal spelers toegenomen is tot 25 miljoen met een piek van 2 miljoen gelijktijdige spelers tijdens het eerste weekend na de uitgave.
Het spel heeft op aggregatiewebsite Metacritic een score van 92/100 voor de PS4-versie. Ook andere vakbladen zoals Game Informer en GameSpot gaven het spel een score van respectievelijk 9,25 en 9.

## Battle Pass
Op 19 maart 2019 kwam het eerste seizoen beschikbaar voor spelers, genaamd Wild Frontier. Met een zogeheten Battle Pass krijgen spelers bij het behalen van een hoger niveau nieuwe cosmetische voorwerpen, zoals ruim 100 extra kostuums en skins. Ook maakt in dit eerste seizoen een nieuw personage zijn intrede, genaamd Octane. Dit personage kan gezondheid inruilen voor snelheid en launchpads plaatsen.